# Попко, Григорий Анфимович
Григорий Анфимович Попко (12 апреля 1852, станица Тимашёвка, Кубанская область Российская империя (ныне г. Тимашевск Краснодарского края) — 20 марта 1885, Карийская каторга) — революционер-народник, член организации «Земля и воля», террорист.

## Биография
Родился в станице Тимашёвка в семье священника. Учился в Ставропольской духовной семинарии, затем в Петровско-Разумовской академии в Москве и в Новороссийском университете на юридическом факультете. Вступил в революционный кружок.
В 1874 году вошёл в группу радикально настроенной молодёжи «Башенцы». В 1875 году вместе с Ф. Н. Юрковским участвовал в убийстве рабочего Василия Тавлеева, которого они считали осведомителем Департамента полиции.
В 1876 году ездил в Париж как делегат одесского революционного кружка «Башенцев». Вернувшись в Россию, занимался пропагандой среди крестьян.
В 1878 году Попко вступил в революционную организацию «Земля и Воля». В ночь на 25 мая в Киеве Попко совершил нападение на жандармского ротмистра Г. Э. Гейкинга, ударив его кинжалом. Убегая от погони, Попко отстреливался из револьвера, убил крестьянина и ранил городового. 29 мая ротмистр Гейкинг умер от ран в киевской больнице.
В августе того же года был арестован в Одессе. 5 августа 1879 года осуждён на Процессе двадцати восьми (дело Лизогуба, Чубарова и других) и приговорён к пожизненной каторге.
8 февраля 1880 года вместе с несколькими другими заключёнными бежал из Иркутской тюрьмы, но 13 марта был арестован.
Умер 20 марта 1885 года от туберкулёза.